# Atanycolus triangulifer
Atanycolus triangulifer är en stekelart som först beskrevs av Henry Lorenz Viereck 1907.  Atanycolus triangulifer ingår i släktet Atanycolus och familjen bracksteklar. Inga underarter finns listade.